# آناتومی وابستگی
آناتومی وابستگی یا آمائه نو کوزو (به ژاپنی: 甘えの構造, Amae no Kōzō)، کتابی است در سال ۱۹۷۱ توسط تاکه‌ئو دوی، روانکاو ژاپنی، که به‌طور مفصل مفهوم دوی از «آمائه» را مورد بحث قرار می‌دهد، که او آن را به عنوان یک نیاز منحصر به فرد ژاپنی توصیف می‌کند که به نفع مردم اطراف خود باشد و بتواند به آنها وابسته باشد. او این را به رفتار کودکانه با این فرض تشبیه می‌کند که والدین شما در به دست آوردن دل فرزند زیاده‌روی می‌کنند (Doi 2001:16)، و ادعا می‌کند که رابطه ایده‌آل رابطه والد-کودک است و همه روابط دیگر باید برای این درجه از نزدیکی تلاش کنند (Doi 2001: 39).

## مفهوم اصلی
«آمائه»Amae (甘え) شکل اسمی فعل آمائه‌رو amaeru (甘える) است که دوی برای توصیف یک نوع رفتار شخصی است که شخص تلاش می‌کند شخصیتی دارای اقتدار مانند والدین، همسر، معلم یا سرپرست را وادار کند تا از او مراقبت کند. این کلمه به ندرت در مورد خود استفاده می‌شود، بلکه به صورت توصیفی برای رفتار افراد دیگر به کار می‌رود. شخصی که آمائه را انجام می‌دهد ممکن است خواهش کند یا التماس کند، یا به جای آن، خودخواهانه عمل کند، در حالی که مطمئن است که شخص دیگر او را مراقب خواهد کرد. رفتار کودکان نسبت به والدینشان شاید رایج‌ترین مثال آمی باشد، اما دوی استدلال کرد که شیوه‌های فرزندپروری در دنیای غرب به دنبال متوقف کردن این نوع وابستگی است، در حالی که در ژاپن این نوع وابستگی تا بزرگسالی در انواع روابط اجتماعی ادامه دارد. با این حال، این مفاهیم فرهنگی برای فرهنگ‌های بومی ژاپن، مانند قوم آینو (ژاپن) یا مردم ریوکیو، کاربرد ندارد.

### در زمینه ادبی
دوی این ایده را برای توضیح و توصیف بسیاری از انواع رفتار ژاپنی توسعه داد. با این حال، دوی بیان می‌کند که در حالی که «آمائه» فقط یک پدیده ژاپنی نیست، ژاپنی‌ها تنها افرادی هستند که واژگان گسترده‌ای برای توصیف آن دارند. دلیل این امر این است که «آمائه» یک عامل اصلی در تعامل و آداب و رسوم ژاپنی است.
او استدلال می‌کند که حدس‌های همدلانه غیرکلامی آساشی (察し sasshi)، علاقه به توافق یکپارچه در تصمیم‌گیری، ابهام و تردید در ابراز وجود «انریو» (遠慮 enryo)، و هوننه و تاته‌مائه پویایی، تظاهرات ارتباطی روان‌شناسی «آمائه» مردم ژاپن است. دوی «آمائه رو» را به عنوان «متکی کردن و فرض بر خیرخواهی دیگران» ترجمه می‌کند. برای دوی، «درماندگی و میل به دوست داشته شدن» را نشان می‌دهد. «آمائه رو» همچنین می‌تواند به عنوان «آرزوی دوست داشته شدن» تعریف شود و به نیاز به وابستگی اشاره دارد. «آمائه» در اصل، درخواستی برای ارضای نیازهای درک شده است.
دوی می‌گوید:
 نمونه اولیه روان‌شناختی «آمائه» در روان‌شناسی نوزاد در رابطه با مادرش نهفته است؛ نه نوزاد تازه متولد شده، بلکه نوزادی که قبلاً دریافته است که مادرش مستقل از خودش وجود دارد … وقتی ذهنش رشد می‌کند، به تدریج متوجه می‌شود که خودش و مادرش موجوداتی مستقل هستند و مادر را چیزی ضروری برای خودش احساس می‌کند، میل به تماس نزدیک است؛ بنابراین این حس توسعه یافته که می‌توان گفت، «اآمائه» را تشکیل می‌دهد.
به گفته دوی و دیگران، در ژاپن نوع رابطه مبتنی بر این نمونه اولیه، مدلی از روابط انسانی به‌طور کلی ارائه می‌کند، به ویژه (اگرچه نه منحصراً) زمانی که یک فرد از دیگری ارشد است. همان‌طور که نویسنده دیگری می‌گوید:
"او ممکن است پدر یا برادر یا خواهر بزرگتر شما باشد… اما ممکن است به همان اندازه رئیس بخش شما در دفتر، رهبر جناح سیاسی محلی شما، یا صرفاً یک همکار مبارز در مسیرهای زندگی باشد. اتفاقاً در مدرسه یا دانشگاه یکی دو سال جلوتر از شما بوده است.

### پذیره
کار دوی به شدت توسط دانشگاهیان متخصص در مطالعات نیهونجینرون به عنوان یک کار داستانی و پر از نادرستی مورد انتقاد قرار گرفته است.
کار دوی توسط روان‌پزشک آمریکایی  فرانک جانسون که یک مطالعه کامل کتاب را به دوی و منتقدانش اختصاص داده است، به عنوان کمکی متمایز به روانکاوی مورد ستایش قرار گرفته است.